# Мельник Андрій Вікторович
Андрі́й Ві́кторович Ме́льник — полковник Збройних сил України, учасник російсько-української війни, з травня 2015 року — командир 56-ї бригади.

## Нагороди
За особисту мужність, сумлінне та бездоганне служіння Українському народові, зразкове виконання військового обов'язку відзначений — нагороджений
- 15 вересня 2015 року — орденом Данила Галицького.